# Cladocarpus cornutus
Cladocarpus cornutus är en nässeldjursart som först beskrevs av Addison Emery Verrill 1879.  Cladocarpus cornutus ingår i släktet Cladocarpus och familjen Aglaopheniidae. Inga underarter finns listade i Catalogue of Life.